# Grenivík
Grenivík – miejscowość w północnej Islandii, na zachodnim wybrzeżu półwyspu Flateyjarskagi, nad fiordem Eyjafjörður, u podnóża góry Kaldbakur osiągającej ponad 1167 m n.p.m. Miejscowość położona jest na końcu drogi nr 83, która łączy je z drogą krajową nr 1 w okolicach Svalbarðseyri. Grenivík jest siedzibą gminy Grýtubakkahreppur, wchodzącej w skład regionu Norðurland eystra.. Na początku 2018 zamieszkiwało ją 297 osób. 
Zostało założone w 1910 r. Mieszkańcy utrzymują się głównie z pracy w porcie i chłodni ryb. W miejscowości działa też firma farmaceutyczna. W Grenivíku znajdują się ponadto: supermarket, pole namiotowe i stacja benzynowa. Rozwija się tutaj turystyka piesza, górska i konna Do miasteczka nie kursuje żaden autobus.